# Yoshitomo Tani
Yoshitomo Tani (谷佳知?, Tani Yoshitomo; Higashiōsaka, 9 febbraio 1973) è un ex giocatore di baseball giapponese.
Fu scelto dagli Yomiuri Giants al 2º giro nel Draft della Nippon Professional Baseball nel 1996. Con la nazionale ha vinto l'argento olimpico nel 1996 e il bronzo nel 2004.
Nel 2003 ha sposato la Judoka Ryōko Tamura.

## Statistiche
| Stagione     | Squadra                           | G    | AP   | AB   | R   | H    | 2B  | 3B | HR  | TB   | RBI | SB  | CS | SH | SF | BB  | IBB | HBP | SO  | DP  | AVG  | OBP  | SLG  | OPS  |
| ------------ | --------------------------------- | ---- | ---- | ---- | --- | ---- | --- | -- | --- | ---- | --- | --- | -- | -- | -- | --- | --- | --- | --- | --- | ---- | ---- | ---- | ---- |
| 1997         | Orix Bluewave/Orix Buffaloes(NPB) | 101  | 341  | 309  | 36  | 84   | 21  | 4  | 1   | 116  | 33  | 5   | 4  | 4  | 2  | 25  | 0   | 1   | 45  | 5   | .272 | .326 | .375 | .702 |
| 1998         | Orix Bluewave/Orix Buffaloes(NPB) | 132  | 532  | 476  | 59  | 135  | 19  | 1  | 10  | 186  | 45  | 1   | 3  | 7  | 5  | 41  | 0   | 3   | 36  | 11  | .284 | .341 | .391 | .732 |
| 1999         | Orix Bluewave/Orix Buffaloes(NPB) | 134  | 594  | 532  | 81  | 155  | 17  | 4  | 11  | 213  | 62  | 24  | 2  | 8  | 4  | 48  | 4   | 2   | 40  | 13  | .291 | .350 | .400 | .750 |
| 2000         | Orix Bluewave/Orix Buffaloes(NPB) | 134  | 584  | 529  | 78  | 150  | 26  | 3  | 9   | 209  | 73  | 23  | 9  | 1  | 7  | 43  | 0   | 4   | 71  | 14  | .284 | .338 | .395 | .733 |
| 2001         | Orix Bluewave/Orix Buffaloes(NPB) | 136  | 619  | 547  | 99  | 178  | 52  | 3  | 13  | 275  | 79  | 27  | 7  | 1  | 3  | 65  | 2   | 3   | 49  | 15  | .325 | .398 | .503 | .901 |
| 2002         | Orix Bluewave/Orix Buffaloes(NPB) | 138  | 579  | 524  | 49  | 171  | 31  | 1  | 5   | 219  | 39  | 41  | 4  | 0  | 4  | 47  | 4   | 4   | 44  | 12  | .326 | .383 | .418 | .801 |
| 2003         | Orix Bluewave/Orix Buffaloes(NPB) | 137  | 606  | 540  | 86  | 189  | 37  | 1  | 21  | 291  | 92  | 9   | 2  | 0  | 7  | 58  | 3   | 1   | 41  | 18  | .350 | .409 | .539 | .948 |
| 2004         | Orix Bluewave/Orix Buffaloes(NPB) | 96   | 431  | 378  | 58  | 120  | 27  | 1  | 15  | 194  | 63  | 10  | 4  | 2  | 5  | 44  | 3   | 2   | 42  | 11  | .317 | .387 | .513 | .900 |
| 2005         | Orix Bluewave/Orix Buffaloes(NPB) | 111  | 461  | 435  | 41  | 108  | 18  | 1  | 6   | 146  | 36  | 3   | 4  | 0  | 0  | 24  | 0   | 2   | 48  | 11  | .248 | .291 | .336 | .626 |
| 2006         | Orix Bluewave/Orix Buffaloes(NPB) | 118  | 469  | 434  | 45  | 116  | 16  | 0  | 6   | 150  | 30  | 1   | 2  | 0  | 3  | 30  | 1   | 2   | 41  | 15  | .267 | .316 | .346 | .661 |
| 2007         | Yomiuri Giants(NPB)               | 141  | 595  | 541  | 63  | 172  | 31  | 0  | 10  | 233  | 53  | 10  | 2  | 20 | 1  | 30  | 0   | 3   | 48  | 10  | .318 | .357 | .431 | .787 |
| 2008         | Yomiuri Giants(NPB)               | 120  | 373  | 349  | 33  | 103  | 17  | 0  | 10  | 150  | 45  | 5   | 1  | 6  | 0  | 17  | 0   | 1   | 43  | 6   | .295 | .330 | .430 | .759 |
| 2009         | Yomiuri Giants(NPB)               | 101  | 316  | 287  | 35  | 95   | 23  | 1  | 11  | 153  | 48  | 3   | 1  | 3  | 1  | 22  | 1   | 3   | 44  | 4   | .331 | .383 | .533 | .916 |
| 2010         | Yomiuri Giants(NPB)               | 84   | 195  | 176  | 16  | 42   | 6   | 0  | 2   | 54   | 10  | 2   | 3  | 4  | 1  | 13  | 1   | 1   | 32  | 4   | .239 | .293 | .307 | .600 |
| 2011         | Yomiuri Giants(NPB)               | 83   | 142  | 135  | 9   | 37   | 4   | 1  | 0   | 43   | 7   | 2   | 1  | 1  | 2  | 4   | 0   | 0   | 30  | 3   | .274 | .291 | .319 | .610 |
| 2012         | Yomiuri Giants(NPB)               | 89   | 255  | 229  | 19  | 59   | 5   | 0  | 3   | 73   | 22  | 1   | 2  | 11 | 1  | 14  | 2   | 0   | 48  | 5   | .258 | .299 | .319 | .618 |
| 2013         | Yomiuri Giants(NPB)               | 13   | 31   | 28   | 2   | 7    | 2   | 0  | 0   | 9    | 1   | 0   | 0  | 1  | 0  | 2   | 0   | 0   | 4   | 2   | .250 | .300 | .321 | .621 |
| NPB：17 anni | NPB：17 anni                      | 1868 | 7123 | 6449 | 809 | 1921 | 352 | 21 | 133 | 2714 | 738 | 167 | 51 | 69 | 46 | 527 | 20  | 32  | 706 | 159 | .298 | .352 | .421 | .775 |

Grassetto: Migliore Stagione della Pacific League, Grassetto rosso: Migliore NPB